# Żyglin-Wodociągi
Żyglin-Wodociągi – część miasta Miasteczko Śląskie położona w województwie śląskim w powiecie tarnogórskim w gminie Miasteczko Śląskie.
W latach 1975–1998 miejscowość administracyjnie należała do województwa katowickiego.